# Southport (Nova York)
Southport és una concentració de població designada pel cens dels Estats Units a l'estat de Nova York. Segons el cens del 2000 tenia 7.396 habitants.

## Demografia
Segons el cens del 2000, Southport tenia 7.396 habitants, 3.133 habitatges, i 2.039 famílies. La densitat de població era de 434 habitants per km².
Dels 3.133 habitatges en un 27,5% hi vivien nens de menys de 18 anys, en un 49,5% hi vivien parelles casades, en un 11,6% dones solteres, i en un 34,9% no eren unitats familiars. En el 29,6% dels habitatges hi vivien persones soles el 13,9% de les quals corresponia a persones de 65 anys o més que vivien soles. El nombre mitjà de persones vivint en cada habitatge era de 2,33 i el nombre mitjà de persones que vivien en cada família era de 2,85.
Per edats la població es repartia de la següent manera: un 22,8% tenia menys de 18 anys, un 7,2% entre 18 i 24, un 25,6% entre 25 i 44, un 24,7% de 45 a 60 i un 19,7% 65 anys o més.
L'edat mediana era de 42 anys. Per cada 100 dones de 18 o més anys hi havia 85,6 homes.
La renda mediana per habitatge era de 34.899 $ i la renda mediana per família de 40.396 $. Els homes tenien una renda mediana de 31.194 $ mentre que les dones 23.920 $. La renda per capita de la població era de 17.876 $. Entorn de l'11,2% de les famílies i el 14,2% de la població estaven per davall del llindar de pobresa.